# Louisa (rạn san hô)
Đá Louisa (tiếng Anh: Louisa Reef; tiếng Mã Lai: Terumbu Semarang Barat Kecil; tiếng Trung: 南通礁; bính âm: Nántōng jiāo, Hán-Việt: Nam Thông tiêu) là một rạn san hô ở rìa phía nam của quần đảo Trường Sa, được Đài Loan và Trung Quốc xem là một phần của quần đảo Nam Sa mà họ tuyên bố chủ quyền.

## Địa lý
Đá Louisa nằm ở phía nam Biển Đông, cách rạn Friendship (Friendship Shoal) của cụm bãi cạn Luconia 50 hải lý về phía đông bắc, cách bờ biển Brunei 125 hải lý về phía tây bắc. Rạn này dài khoảng 1,2 hải lý. Có nhiều hòn đá vẫn nổi trên mặt biển khi thủy triều lên.
Malaysia cho dựng trên nền đá Louisa một tháp bê tông màu xám cao 8 m, trên đó có đèn hiệu. Đèn có tầm hiệu lực 10 hải lý, ánh sáng trắng, chớp chu kỳ 10 giây.

## Các yêu sách và quan điểm
Đài Loan và Trung Quốc

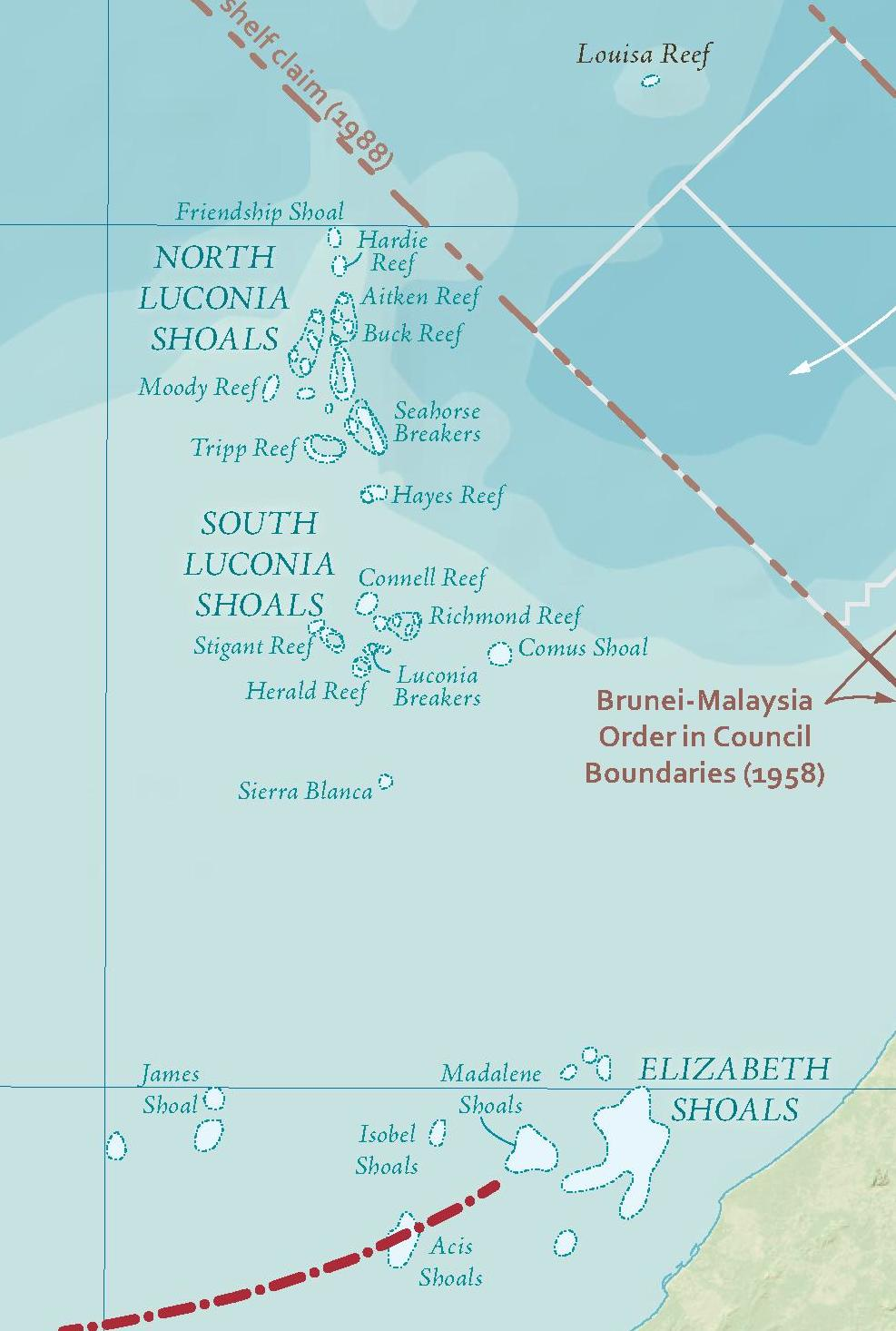
Bản đồ do Bộ Ngoại giao Hoa Kỳ xuất bản, trong đó có vẽ rạn san hô Louisa

Năm 1935, Trung Hoa Dân quốc xuất bản "Biểu đối chiếu tên gọi Hoa-Anh các đảo thuộc Nam Hải Trung Quốc", trong đó phiên âm tên tiếng Anh Louisa Reef sang tiếng Trung là 路易萨礁 (bính âm: Lùyìsà jiāo). Năm 1947, Bộ Nội vụ Trung Hoa Dân quốc đổi tên tiếng Trung của thực thể địa lý này thành 南通礁 (rạn Nam Thông). Tên gọi Nam Thông được Cộng hòa Nhân dân Trung Hoa (Trung Quốc) tiếp tục công nhận và sử dụng từ năm 1983. Trung Quốc xem rạn Louisa là một phần của quần đảo Nam Sa, đồng thời xem quần đảo Nam Sa là phần lãnh thổ không thể chia cắt của Trung Quốc. Năm 1987, Trung Quốc cho dựng bia đá tại đây, đến năm 1988 thì bia bị Malaysia phá bỏ.
Malaysia và Brunei
Malaysia và Brunei đòi hỏi chủ quyền đối với rạn san hô Louisa với lý lẽ rằng thực thể này nằm trên thềm lục địa ngoài khơi của họ. Vào các năm 1983 và 1988, nhà cầm quyền Malaysia tuyên bố rằng một số đảo và rạn san hô ở phần phía nam quần đảo Trường Sa thuộc chủ quyền Malaysia bởi chúng nằm trong khu vực thềm lục địa nước này. Tuy nhiên, Haller-Trost (1994) cho rằng, nếu Malaysia giữ quan điểm trên thì nước này phải thừa nhận tuyên bố chủ quyền của Brunei, bởi lẽ tác giả cho rằng rạn Louisa nằm trên thềm lục địa kế cận bờ biển Brunei chứ không nằm trên thềm lục địa kế cận bờ biển Malaysia. Roach (2014) từ tổ chức Trung tâm Nghiên cứu Hải quân (Center for Naval Analyses) cho rằng Malaysia đã âm thầm từ bỏ tuyên bố chủ quyền đối với rạn Louisa vì sự trùng lặp trên.
Năm 1979, chính quyền Anh Quốc khi này đang cai trị Brunei đã đại diện phản đối đòi hỏi chủ quyền của Malaysia đối với rạn Louisa. Sau khi Brunei độc lập, nước này được thừa hưởng thành quả phân định thềm lục địa của Anh. Yêu sách của Brunei đối với rạn Louisa được Valencia & ctg (1999) nhận xét là không phù hợp với Công ước Liên Hợp Quốc về Luật biển (1982), bởi vì thềm lục địa mở rộng của nước này bị máng Biển Đông Palawan (East Palawan Trough) phá vỡ sự kéo dài tự nhiên ở vị trí cách bờ 60-100 hải lý. Có tác giả như Dzurek (1996) lại dẫn chứng rằng, Brunei thực ra đòi hỏi vùng biển xung quanh rạn Louisa chứ không xem rạn san hô này là đối tượng tuyên bố chủ quyền.
Việt Nam
Việt Nam tuyên bố chủ quyền với tất cả các thực thể điạ lý thuộc quần đảo Trường Sa.
Theo Tác giả Dzurek (1996) dẫn ra một định nghĩa không chính thức của Việt Nam đối với khái niệm "quần đảo Trường Sa", nguồn từ nhà ngoại giao Lưu Văn Lợi vào tháng 10 năm 1992, cụ thể như sau: "quần đảo Trường Sa nằm từ vĩ độ 6°50' đến 12° Bắc, kinh độ từ 111°30' đến 117°20' Đông".
Bản đồ hành chính Việt Nam (tỉ lệ xích 1:2.200.000, kích thước 82 x 112 cm) do Nhà xuất bản Bản đồ ấn hành năm 2016 và Bản đồ hành chính Việt Nam đăng trên Cổng thông tin điện tử Chính phủ không vẽ rạn san hô Louisa. Các xuất bản phẩm này thể hiện đá Sác Lốt (hiện do Malaysia kiểm soát) nằm xa nhất về phía nam của quần đảo Trường Sa. Rạn Louisa cách đá Sác Lốt 41 hải lý về hướng tây nam.
Trong một bài viết đăng trên Cổng thông tin điện tử Quốc hội Việt Nam vào ngày 24 tháng 5 năm 2017, Ban Dân nguyện đăng tải trả lời kiến nghị của cử tri gửi đến Kỳ họp thứ hai, Quốc hội khóa XIV như sau: "Bru-nây yêu sách đối với đá Lu-xi-a, một rạn san hô phía Nam quần đảo Trường Sa".